# الیبیا
الیبیا (به اسپانیایی: Olivella) یک شهرستان در کشور اسپانیا است که در Garraf واقع شده‌است.

## خصوصیات
الیبیا ۳۸٫۷۵ کیلومترمربع مساحت و ۳٬۴۰۵ نفر جمعیت دارد و ۲۱۱ متر بالاتر از سطح دریا واقع شده‌است.